# Trójka uciekinierów
Trójka uciekinierów (ang. Three Fugitives) – amerykańska komedia sensacyjna z 1989 roku w reżyserii Francisa Vebera. Remake francuskiej komedii tego samego reżysera pt. Uciekinierzy (1986). Zdjęcia kręcono w stanie Waszyngton oraz w Pasadenie.

## Opis fabuły
Daniel Lucas wychodzi z więzienia, gdzie siedział za napady na bank. Chce zacząć uczciwe życie. Kieruje się do banku, ale nie by ukraść, ale założyć konto. Ale w tym samym czasie dochodzi do napadu. Napastnikiem jest zdesperowany Ned Perry, który bierze go za zakładnika. Policja nie wierzy w to i rusza w pościg. Perry nie dokonał napadu bez przyczyny. Potrzebuje pieniędzy na lekarstwa dla chorej córki Meg.

## Obsada
- Nick Nolte – Daniel Lucas
- Martin Short – Ned Perry
- Sarah Rowland Doroff – Meg Perry
- James Earl Jones – Dugan
- Alan Ruck – Detektyw Tener
- Kenneth McMillan – Dr Horvath
- David Arnott – Fogerty
- Bruce McGill – Charlie

i inni